# Židovská bojová organizace

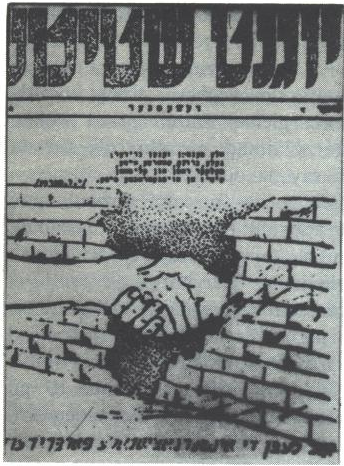
Plakát vydaný Židovskou bojovou organizací

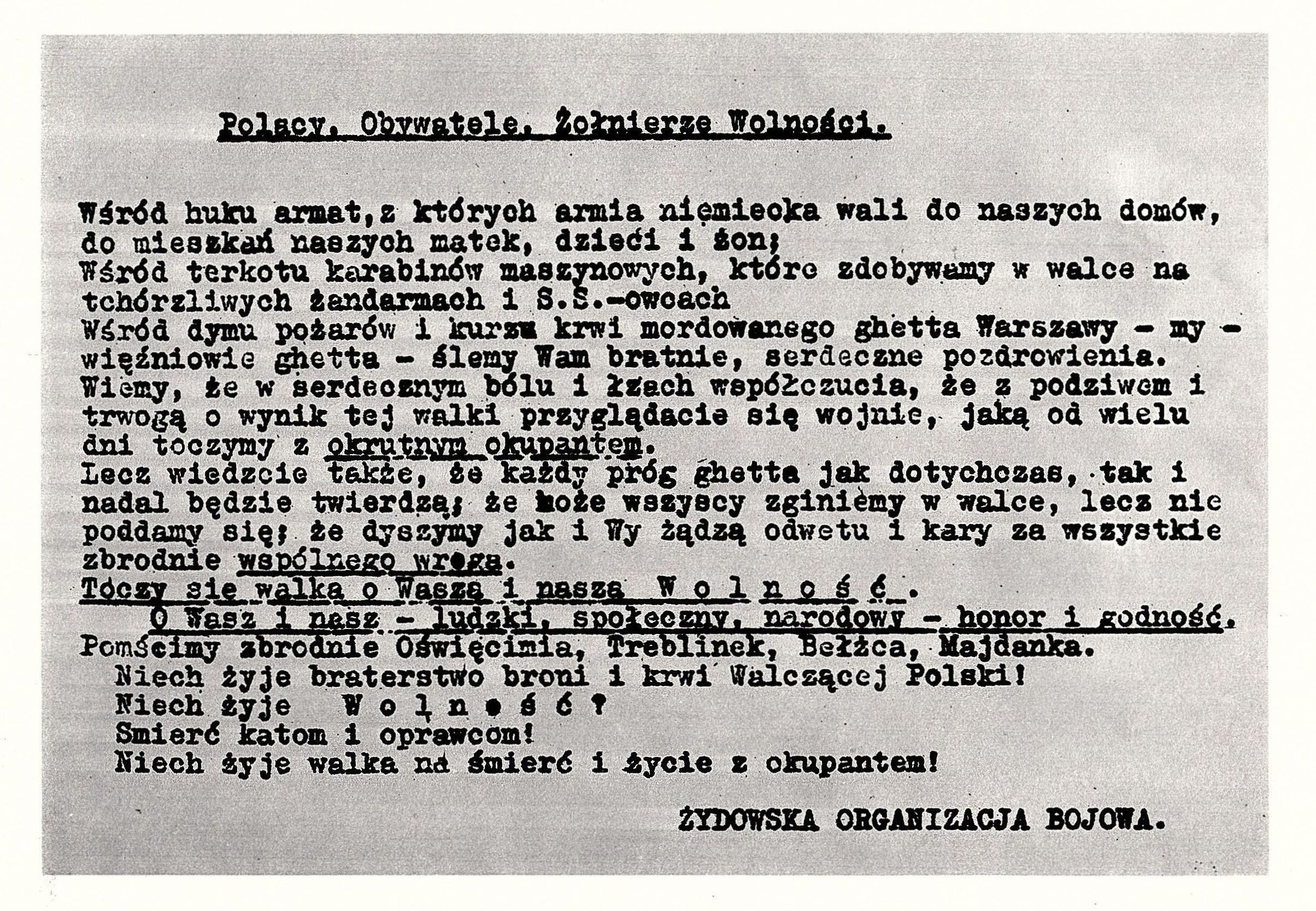
Výzva ŻOB k polským občanům během Varšavského povstání 23. dubna 1943

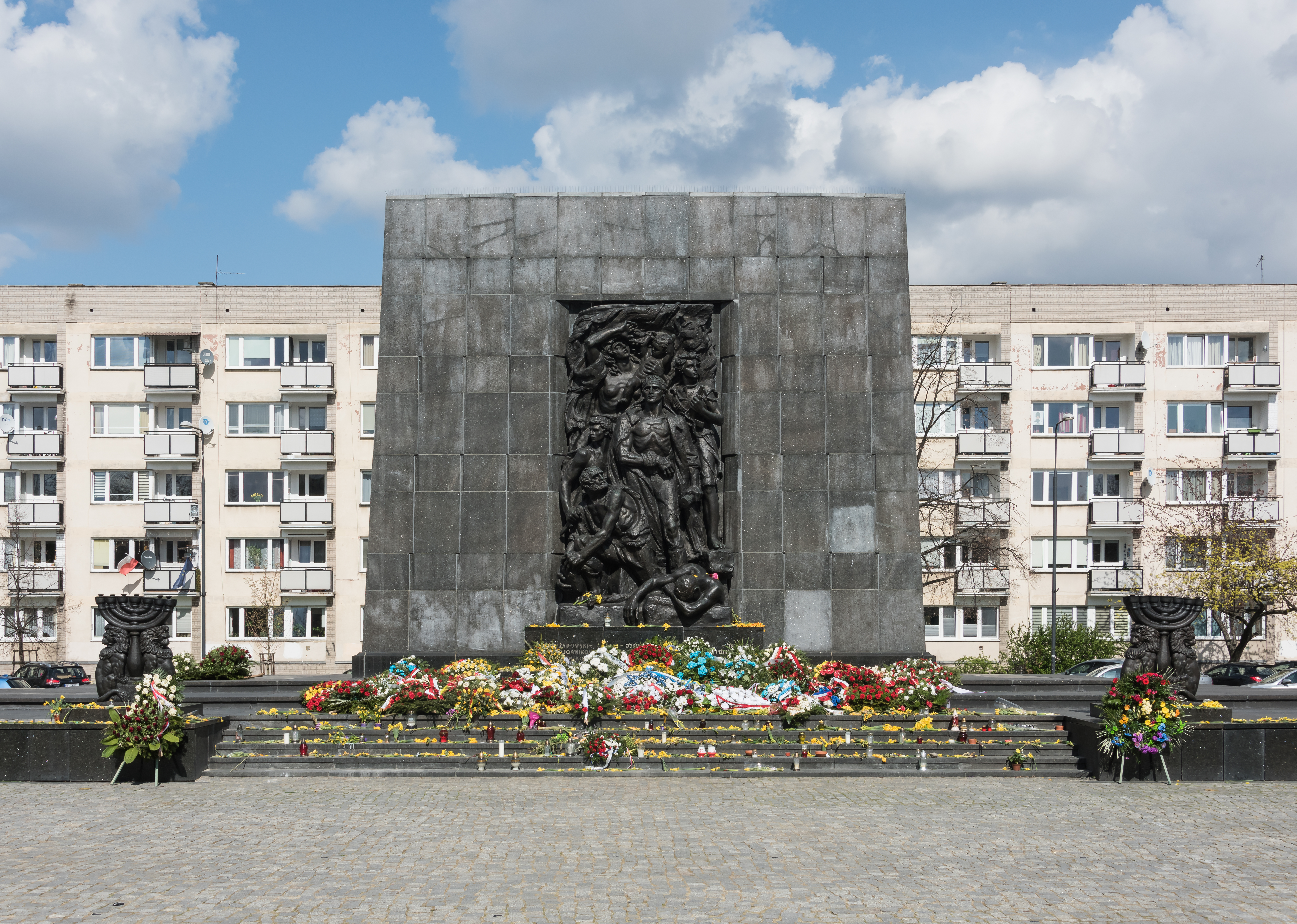
Památník hrdinů z Ghetta, připomínající povstání ve varšavském ghettu

Židovská bojová organizace (polsky: Żydowska Organizacja Bojowa, zkráceně ŻOB, v jidiš: ייִדישע קאַמף אָרגאַניזאַציע) bylo židovské odbojové hnutí během druhé světové války, které sehrálo klíčovou roli v povstání ve varšavském ghettu. Mimo to se zapojilo i do řady dalších odbojových aktivit. Dalším uskupením, které se znatelně zapojilo do židovského ozbrojeného boje byl Židovský vojenský svaz (Żydowski Związek Wojskowy), který tvořili bývalí důstojníci Polské armády.

## Historie
Bojové oddíly ŻOB byly vytvořeny 28. července roku 1942 ve Varšavském ghettu ze členů Bojové organizace Antifašistického bloku vedené levicově smýšlejícími Židy, mládežnické organizace Bund (spojení 15. října 1942) a jiných sionistických organizací, jakými byly například ha-Šomer ha-ca'ir, Dror, Cukunft a Akiba. Do ŻOB se také připojili členové strany Poalej Cijon a Polské dělnické strany. Vůdcem se stal Mordechaj Anielewicz, zvaný „Andílek“, z ha-Šomer ha-ca'ir. K ŻOB se nepřipojili členové pravicové organizace Bejtar, kteří vstoupili do Židovského vojenského svazu, vytvořeného v listopadu 1939 bývalými důstojníky Polské armády a pravicovými aktivisty židovského původu.

### Aktivity
Organizace byla vyzbrojovaná Zemskou armádou a Lidovou gardou, a politicky byla uznána jakožto bojová organizace Židů v ghettu jak Vládní delegaturou, tak i Polskou dělnickou stranou. Politicky podléhala Židovské národní komisi vytvořené 15. října 1942, a nepřímo Delegatuře vlády. Organizace se zaobírala budováním takzvaných bunkrů v ghettu, prováděla přepady za účelem získání materiálu na výrobu, koupi nebo udržování zbraní (mezi které mimo jiné patří přepadení pokladny Judenratu a bank ghetta), shromažďovala zbraně, rozšiřovala odbojovou propagandu, bojovala proti židovským kolaborantským formacím předstírajícím přináležitost k odboji („Třináctka” a organizace „Żagiew”), zabíjela konfidenty a kolaboranty odsouzené na smrt (například zástupce komandanta židovské policie Jakuba Lejkina). Zanedlouho ŻOB de facto přebrala vládu z rukou Judenratu a v lednu roku 1943 z ghetta odstranila kolaborantské formace a dokonce na nějaký čas přinutila Němce k dočasnému stažení se (na přímý rozkaz Himmlera byly přerušené všechny deportační akce.).
Lokální oddíly ŻOB byly vyslanci toho Varšavského vytvořeny i v Krakově, Čenstochové, Będzině a Sosnovci. Později se v těchto městech stavěli na odpor v momentu likvidaci ghett. Krakovská buňka provedla také 22. prosince 1942 spektakulární útok na krakovskou kavárnu Cyganeria (tehdy nur für Deutsche), v důsledku čehož podle různých odhadů zemřelo 7 až 10 německých důstojníků (během té samé akce byly rozvěšeny polské vlajky na mostech a položeny květiny pod Mickiewiczův pomník na krakovském náměstí, aby odvedli pozornost od ghetta, a tím i odvrátit možný hněv nacistických okupačních úřadů od tamního civilního obyvatelstva. Samotná Lidová garda prohlásila tuto a mnoho jiných diverzních a sabotážních akcí mimo ghetto za svou (mimo jiné se jednalo o akci roztažení kolejí na trase do vyhlazovacího tábora Auschwitz).

### Povstání ve varšavském ghettu
V době Povstání ve varšavském ghettu, se ŻOB ve Varšavě pravděpodobně skládala z 22 bojových skupin podléhajících velení podle čtvrtí: pět skupin bylo vytvořených z organizace Dror, čtyři z ha-Šomer ha-ca'ir, čtyři z Lidové gardy Polské dělnické strany, čtyři z Bundu a uskupení Poalej Cijon-Levice, Poalej Cijon-Pravice, Akiba, Gordonia a Hangar Hacyjoni každé vytvořilo po jedné bojové skupině. Početnost se podle různých zdrojů liší od 220 do 600 bojovníků; během povstání v ghettu byl sídlem velitele kryt na ulici Miła 18. Bojovníci ŻOB během povstání vystupovali pod bílo-červenými vlajkami a část z nich dokonce pod socialistickou rudou vlajkou. Špatně vycvičení a vyzbrojení bojovníci (měli jen 1 kulomet, 1 samopal, 10-15 pušek a 70-200 pistolí a revolverů dodaných Zemskou armádou, Lidovou gardu nebo 50 pistolí dodaných Židovským vojenským svazem) vzdorovali přesile skoro měsíc.
V průběhu povstání většina členů ŻOB zahynula. Část těch, kterým se z varšavského ghetta podařilo dostat utvořila v blízkých wyszkowských lesích partyzánské oddíly, bojující ve strukturách Lidové gardy pod velením Jicchaka Cukiermana, zvaného „Antek“; jiní se ukrývali na vesnicích a v lesních bunkrech. Četa ŻOB pod velením Marka Edelmana se účastnila bojů ve Varšavském starém městě během Varšavského povstání v roce 1944.